# Mészáros Ferenc (labdarúgó, 1919)
Mészáros Ferenc, (Muzsla, 1919. május 5. – 1977. november 21.) válogatott labdarúgó, hátvéd, edző.

## Pályafutása

### Klubcsapatban
1936-ban a dorogi csapat tagja volt. 1937-től a Tokod együttesében szerepelt. 1941 és 1943 Újpesten játszott. Az 1943–44-es idényben a bajnok Nagyváradi AC játékosa volt. 1944 őszén a Nemzeti Vasas csapatában játszott. 1945-ben rövid ideig ismét Nagyváradon játszott, majd két bajnoki címet szerzett az ITA Arad csapatával. Ezt követően visszatért Budapestre, de hamarosan már Olaszországban, Portugáliában játszott.

### A válogatottban
1943-ban egy alkalommal a magyar, 1946-ban három alkalommal a román válogatottban szerepelt.

### Edzőként
Több országban is megfordult, mint szövetségi kapitány. A Közel-Keleten, 1954-ben Szíriában, majd 1958–59-ben Iránban dolgozott. Latin-Amerikában, 1961-ben Nicaraguában, 1968–69-ben Guatemalában tevékenykedett.

## Sikerei, díjai
- Magyar bajnokság
  - bajnok: 1943–44
- Román bajnokság
  - bajnok: 1945–46, 1946–47

## Statisztika

### Mérkőzése a magyar válogatottban
| Magyarország | Magyarország      | Magyarország              | Magyarország | Magyarország | Magyarország | Magyarország | Magyarország | Magyarország |
| #            | Dátum             | Helyszín                  | Hazai        | Eredmény     | Vendég       | Kiírás       | Gólok        | Esemény      |
| ------------ | ----------------- | ------------------------- | ------------ | ------------ | ------------ | ------------ | ------------ | ------------ |
| 1.           | 1943. november 7. | Budapest, Üllői úti pálya | Magyarország | 2 – 7        | Svédország   | barátságos   | -            |              |
|              | Összesen          |                           |              | 1            | mérkőzés     |              | 0            | gól          |

### Mérkőzései a román válogatottban
| Románia | Románia           | Románia                           | Románia  | Románia  | Románia     | Románia     | Románia | Románia |
| #       | Dátum             | Helyszín                          | Hazai    | Eredmény | Vendég      | Kiírás      | Gólok   | Esemény |
| ------- | ----------------- | --------------------------------- | -------- | -------- | ----------- | ----------- | ------- | ------- |
| 1.      | 1946. október 8.  | Tirana, Qemal Stafa Stadion (ALB) | Bulgária | 2 – 2    | Románia     | Balkán-kupa | -       |         |
| 2.      | 1946. október 11. | Tirana (ALB)                      | Románia  | 2 – 1    | Jugoszlávia | Balkán-kupa | -       |         |
| 3.      | 1946. október 13. | Tirana                            | Albánia  | 1 – 0    | Románia     | Balkán-kupa | -       |         |
|         | Összesen          |                                   |          | 3        | mérkőzés    |             | 0       | gól     |